# Minnetonka
Minnetonka es una ciudad ubicada en el condado de Hennepin en el estado estadounidense de Minnesota. En el Censo de 2010 tenía una población de 49734 habitantes y una densidad poblacional de 680,57 personas por km². Se encuentra cerca de la confluencia de los ríos Misisipi y Minnesota. 

## Geografía
Minnetonka se encuentra ubicada en las coordenadas 44°55′57″N 93°27′24″O / 44.93250, -93.45667. Según la Oficina del Censo de los Estados Unidos, Minnetonka tiene una superficie total de 73.08 km², de la cual 69.74 km² corresponden a tierra firme y (4.56%) 3.34 km² es agua.

## Demografía
Según el censo de 2010, había 49734 personas residiendo en Minnetonka. La densidad de población era de 680,57 hab./km². De los 49734 habitantes, Minnetonka estaba compuesto por el 90.04% blancos, el 3.73% eran afroamericanos, el 0.27% eran amerindios, el 3.15% eran asiáticos, el 0.02% eran isleños del Pacífico, el 0.73% eran de otras razas y el 2.07% pertenecían a dos o más razas. Del total de la población el 2.35% eran hispanos o latinos de cualquier raza.

## Economía
Minnetonka tiene la sede del UnitedHealth Group.